# Verwaltungsgemeinschaft Erftal
In der Verwaltungsgemeinschaft Erftal im unterfränkischen Landkreis Miltenberg haben sich folgende Gemeinden zur Erledigung ihrer Verwaltungsgeschäfte zusammengeschlossen:
1. Bürgstadt, Markt, 4183 Einwohner, 17,38 km²
2. Neunkirchen, 1434 Einwohner, 16,64 km²

Sitz der Verwaltungsgemeinschaft ist Bürgstadt.
Die Gemeinde Eichenbühl, ursprünglich drittes Mitglied, wurde zum 1. Januar 1994 aus der Verwaltungsgemeinschaft entlassen.